# Valmont (Sena Marítim)
Valmont és un municipi francès situat al departament del Sena Marítim i a la regió de Normandia. L'any 2007 tenia 989 habitants.

## Demografia

### Població
El 2007 la població de fet de Valmont era de 989 persones. Hi havia 391 famílies de les quals 93 eren unipersonals (39 homes vivint sols i 54 dones vivint soles), 139 parelles sense fills, 124 parelles amb fills i 35 famílies monoparentals amb fills.
La població ha evolucionat segons el següent gràfic:
Habitants censats

### Habitatges
El 2007 hi havia 464 habitatges, 398 eren l'habitatge principal de la família, 36 eren segones residències i 30 estaven desocupats. 332 eren cases i 121 eren apartaments. Dels 398 habitatges principals, 203 estaven ocupats pels seus propietaris, 175 estaven llogats i ocupats pels llogaters i 20 estaven cedits a títol gratuït; 11 tenien una cambra, 45 en tenien dues, 73 en tenien tres, 100 en tenien quatre i 169 en tenien cinc o més. 267 habitatges disposaven pel capbaix d'una plaça de pàrquing. A 214 habitatges hi havia un automòbil i a 140 n'hi havia dos o més.

### Piràmide de població
La piràmide de població per edats i sexe el 2009 era:
| Homes | Edats   | Dones |
| ----- | ------- | ----- |
| 0     | 95 o +  | 0     |
| 0     | 90 a 94 | 4     |
| 4     | 85 a 89 | 8     |
| 12    | 80 a 84 | 8     |
| 28    | 75 a 79 | 24    |
| 20    | 70 a 74 | 40    |
| 16    | 65 a 69 | 20    |
| 24    | 60 a 64 | 24    |
| 24    | 55 a 59 | 32    |
| 36    | 50 a 54 | 40    |
| 40    | 45 a 49 | 40    |
| 32    | 40 a 44 | 52    |
| 36    | 35 a 39 | 20    |
| 32    | 30 a 34 | 40    |
| 40    | 25 a 29 | 28    |
| 20    | 20 a 24 | 4     |
| 60    | 15 a 19 | 40    |
| 52    | 10 a 14 | 40    |
| 40    | 5 a 9   | 24    |
| 16    | 0 a 4   | 20    |

## Economia
El 2007 la població en edat de treballar era de 603 persones, 430 eren actives i 173 eren inactives. De les 430 persones actives 388 estaven ocupades (213 homes i 175 dones) i 42 estaven aturades (16 homes i 26 dones). De les 173 persones inactives 53 estaven jubilades, 50 estaven estudiant i 70 estaven classificades com a «altres inactius».

### Ingressos
El 2009 a Valmont hi havia 410 unitats fiscals que integraven 990 persones, la mediana anual d'ingressos fiscals per persona era de 15.649 €.

### Activitats econòmiques
Dels 86 establiments que hi havia el 2007, 3 eren d'empreses extractives, 1 d'una empresa alimentària, 3 d'empreses de fabricació d'altres productes industrials, 8 d'empreses de construcció, 12 d'empreses de comerç i reparació d'automòbils, 3 d'empreses de transport, 6 d'empreses d'hostatgeria i restauració, 1 d'una empresa d'informació i comunicació, 8 d'empreses financeres, 4 d'empreses immobiliàries, 13 d'empreses de serveis, 21 d'entitats de l'administració pública i 3 d'empreses classificades com a «altres activitats de serveis».
Dels 27 establiments de servei als particulars que hi havia el 2009, 1 era una oficina d'administració d'Hisenda pública, 1 gendarmeria, 1 oficina de correu, 3 oficines bancàries, 1 guixaire pintor, 1 fusteria, 1 lampisteria, 3 electricistes, 2 empreses de construcció, 2 perruqueries, 4 veterinaris, 3 restaurants, 3 agències immobiliàries i 1 saló de bellesa.
Dels 9 establiments comercials que hi havia el 2009, 1 era un hipermercat, 1 una botiga de més de 120 m², 1 una botiga de menys de 120 m², 3 carnisseries, 1 una botiga de congelats i 2 floristeries.
L'any 2000 a Valmont hi havia 8 explotacions agrícoles.

## Equipaments sanitaris i escolars
El 2009 hi havia 1 farmàcia i 2 ambulàncies.
El 2009 hi havia 1 escola maternal i 1 escola elemental. Valmont disposava d'un col·legi d'educació secundària amb 367 alumnes.

## Poblacions més properes
El següent diagrama mostra les poblacions més properes.